# Edward Ptaszyński (1895–1940)
Edward Ptaszyński (ur. 1 stycznia 1895 w Kromołowie, zm. między 23 a 24 kwietnia 1940 w Katyniu) – chorąży Wojska Polskiego, działacz niepodległościowy, ofiara zbrodni katyńskiej.

## Życiorys
Syn Kajetana i Teofili z Walaszczyków. Od maja 1915 żołnierz 1 plutonu III batalionu 1 pułku piechoty. 31 lipca 1915 leczył się w Szpitalu Fortecznym nr 9 w Krakowie, następnie (wrzesień 1915) przebywał w Domu Rekonwalescentów w Kamieńsku.  W kwietniu 1917 służył w 10 kompanii III baonu 1 pp. Został przedstawiony do odznaczenia Krzyżem Wojskowym Karola. W Wojsku Polskim od 1918, służył w baonie wartowniczym w Warszawie. 1 kwietnia 1921 został zatwierdzony w stopniu chorążego rezerwowego piechoty. Ukończył kurs w Centralnej Szkole Podoficerów Piechoty w Chełmnie (1929). W 1932 służył w 23 pułku piechoty. W marcu 1939 był dowódcą plutonu 9 kompanii 23 pułku piechoty.
Po agresji ZSRR na Polskę 17 września 1939 dostał się do niewoli radzieckiej. Według stanu z kwietnia 1940 był jeńcem obozu w Kozielsku. 22 kwietnia 1940 przekazany do dyspozycji naczelnika smoleńskiego obwodu NKWD – lista wywózkowa 040/3 poz 60, nr akt 1122 z 20.04.1940. Został zamordowany między 23 a 24 kwietnia 1940 przez NKWD w lesie katyńskim. Nie został zidentyfikowany podczas ekshumacji prowadzonej przez Niemców w 1943. 
Był żonaty, miał syna.
Postanowieniem nr 112-49-07 Prezydenta RP Lecha Kaczyńskiego z 5 października 2007 roku został awansowany pośmiertnie na stopień podporucznika. Awans został ogłoszony w dniu 10 listopada 2007 roku w Warszawie, w trakcie uroczystości „Katyń Pamiętamy – Uczcijmy Pamięć Bohaterów”.

## Ordery i Odznaczenia
- Krzyż Niepodległości – 10 grudnia 1931 „za pracę w dziele odzyskania niepodległości”[7][13][1][14]
- Krzyż Walecznych[15]
- Medal Pamiątkowy za Wojnę 1918–1921[4]
- Medal Dziesięciolecia Odzyskanej Niepodległości[4]
- Krzyż Kampanii Wrześniowej – pośmiertnie 1 stycznia 1986[16]
- Odznaka Pamiątkowa Więźniów Ideowych[2]